# Mammy Two Shoes
Mammy Two Shoes (conocida también como Mrs. Two Shoes) es un personaje ficticio de la serie de MGM: Tom y Jerry. Es un personaje afroamericano de complexión obesa. A lo largo de la serie ha sido el enlace de unión entre los personajes principales a pesar de ser uno secundario.
Al ser un "personaje fantasma" no se le ve el rostro en ningún episodio salvo en Saturday Evening Puss, el cual fue emitido en 1950. Debido a su imagen estereotipada ha sido objeto de controversias que han llevado a los creadores a rediseñarla y doblar de nuevo los diálogos puesto que en el presente se llegó a acusar a la serie de racista.
Su cambio más drástico fue cuando se sustituyó al personaje por el de una mujer blanca y de figura esbelta.

## Descripción del personaje

### Tom y Jerry
Una de las primeras apariciones fue en 1940 en Puss Gets the Boot (donde el personaje de Tom tenía el nombre de Jasper). En 1952 apareció por última vez en Push-Button Kitty. En aquel entonces, Lillian Randolph fue la encargada de prestarle su voz al personaje.
Otra de sus características es la de llamar a Tom por su nombre completo (Thomas).
William Hanna y Joseph Barbera presentaron al personaje como la criada de la casa mientras los propietarios estaban ausentes. No obstante, al no aparecer estos y por el trabajo que realiza el personaje y sus comportamientos, dan a entender que es la propietaria del hogar.
Una de las tácticas más comunes de Jerry es sabotear el trabajo que esta le manda hacer a Tom con la intención de que Two Shoes le eche de casa.
Durante los años 60, y tras haber estado ausente durante la Era Gene Deitch (en la cual fue reemplazada por Clint Clobber como dueño de Tom), el estudio de animación de la MGM estuvo bajo la supervisión de Chuck Jones, quien empezó a realizar cambios en la serie, como censurar algunos episodios en los que aparecía el personaje o usar técnicas de rotoscopio en el que esta era reemplazada por una mujer de características similares a excepción de la piel, presentándola como un personaje de raza blanca (en la mayoría de cortometrajes) u otra mujer (también blanca) pero más delgada y con acento irlandés. En aquel entonces la primera actriz fue sustituida por June Foray. Paul Mular, quien fuera director de (BS&P) Grupo de Políticas y Buenas Prácticas declaró que tales acciones eran exageradas puesto que el personaje original no era para nada "ofensivo".
Tras la adquisición de los derechos de Tom y Jerry por parte de Turner Broadcasting System en agosto de 1986, el personaje de Mammy volvió a su diseño original aunque sus diálogos fueron regrabados para eliminar aquel acento afroamericano vernacular, para ello, Thea Vidale suplió la voz de Randolph por la suya. Estas reediciones han sido emitidas por canales de pago propiedad de Turner, sin embargo en algunos países europeos se sigue viendo la serie con la voz original.

### Reemplazo del personaje
Mammy desapareció a partir de 1954 con Pet Peeve, en este cortometraje se pudo ver a los legítimos propietarios: una joven pareja de raza blanca llamados Joan y George. En The Flying Sorceress se les pudo ver las caras a ambos. En el remake de 2014, ellos también son presentados como los dueños de Tom.
En 1961, el estudio checoslovaco Rembrandt Films empezó a producir los cortos de la serie en el que el propietario de la casa pasó a ser un hombre corpulento, el cual estaba basado en Clint Clobber de Terrytoons del historietista Gene Deitch. A diferencia del anterior, este era más temperamental en comparación, incluso, con Mammy.
Posteriormente Tom volvió a cambiar de dueño, en esta ocasión una mujer similar al personaje reeditado de Mammy.

### Regreso a la serie
En los episodios más recientes, Mammy volvió a su diseño y características generales salvo en su piel, la cual adoptó un tono más blanco para evitar posibles controversias.

## Actrices
- Lillian Randolph: 1940 - 1952
- Thea Vidale: (regrabado) (inacreditada)
- June Foray: Mammy (raza blanca)
- Nicole Oliver: Tom and Jerry Tales